# 高接ぎ

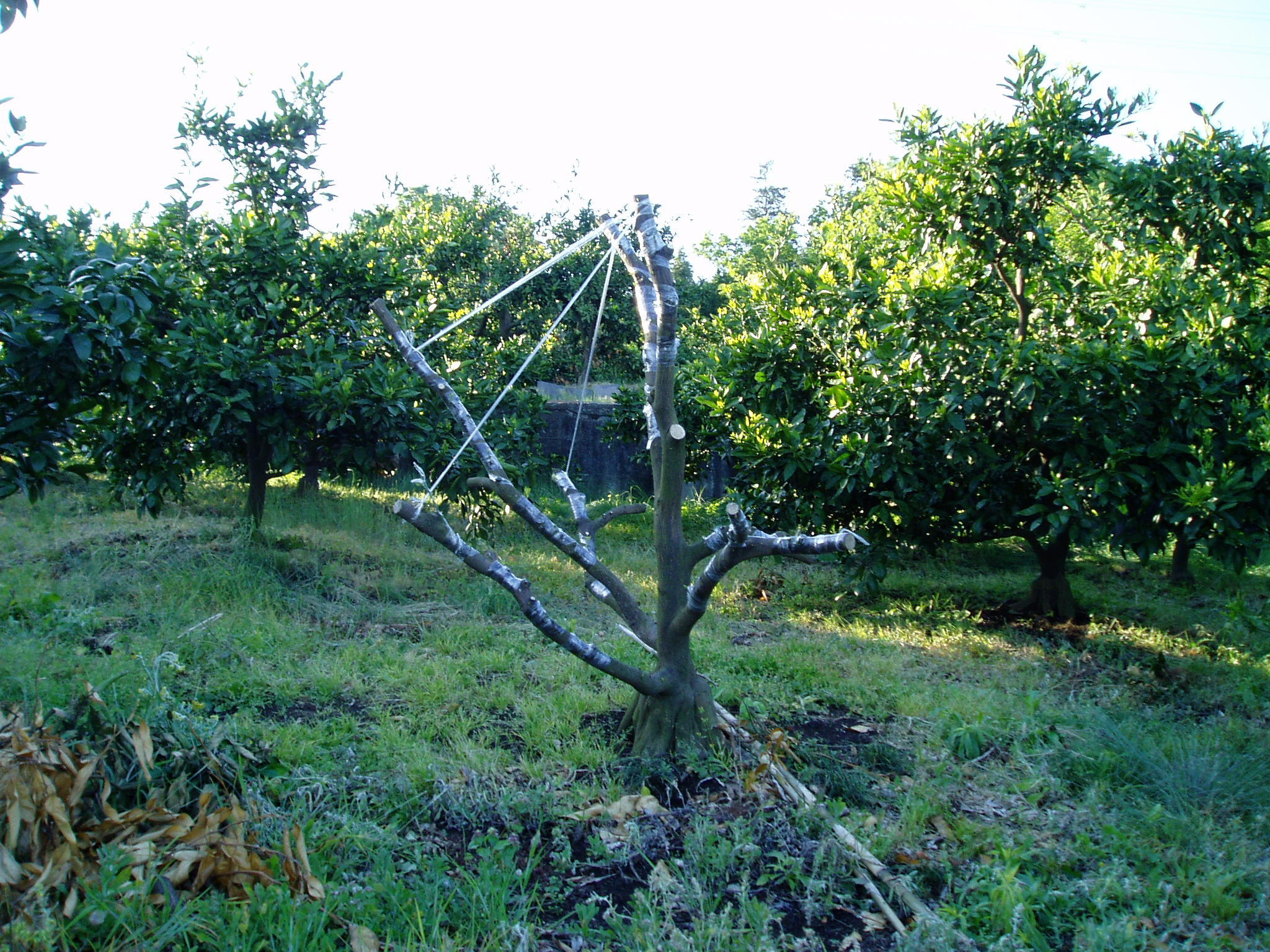
柑橘類の高接ぎ

高接ぎ（たかつぎ）とは穂木の状態とは関係なく、台木に接ぐ位置で分けた呼び方。植物の高い位置で接ぐ方法。枝接ぎ・芽接ぎなどで行われる。ここでは主に果樹の高接ぎについて述べる。

## 目的

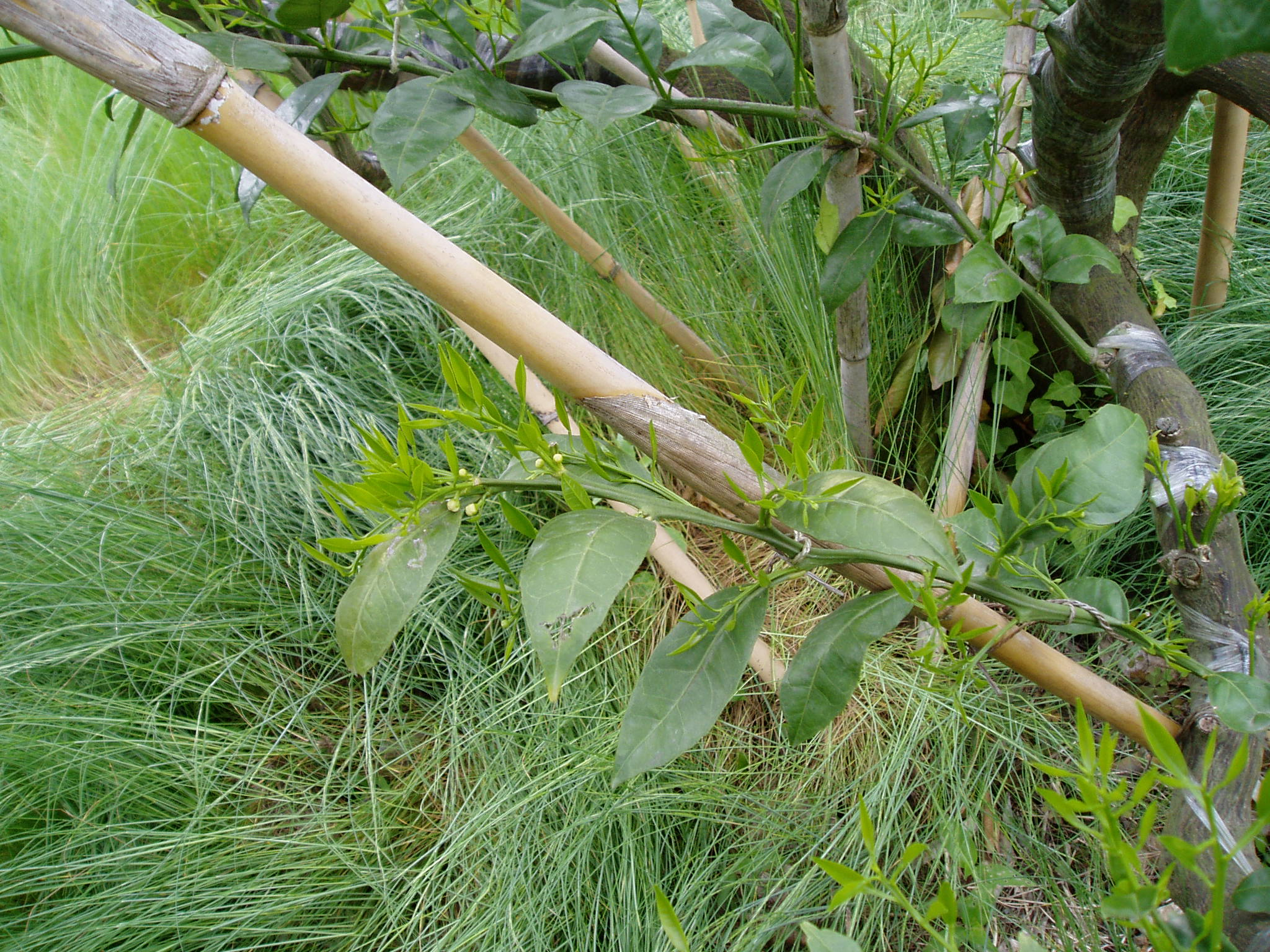
枝の伸長と着蕾

果樹において、高接ぎは収益性が低下した品種を新品種に更新する方法として存在する。
既存品種を伐根し、苗木を植えた場合、収益がでるまでに年月がかかるため、既存品種に高接ぎを行うことにより、新品種の早期の生産量の確保と更新による無収益期間の短縮が図れる。新品種を高接ぎした場合、元の品種は中間台木と呼ばれる。

## 高接ぎ更新の種類
一挙更新
既存品種の生り枝をすべて切除して、新品種の穂木を接ぎ木し、当年より新品種の新梢のみ生長させる。収益性が高い新品種に用いられることが多い。
- 主な一挙更新方法：大津式一挙更新腹接ぎ法(柑橘類他)

漸進更新
1樹当たり数か所の接ぎ木をし、数年かけて樹の全体を新品種に更新させる。
部分更新
樹の一部分だけ接ぎ木を行う。新品種を試験的に栽培する際に使用する。受粉樹を接ぐ場合もある。

## 更新時の注意事項
- ウイルスに保毒していない穂木を使用する。

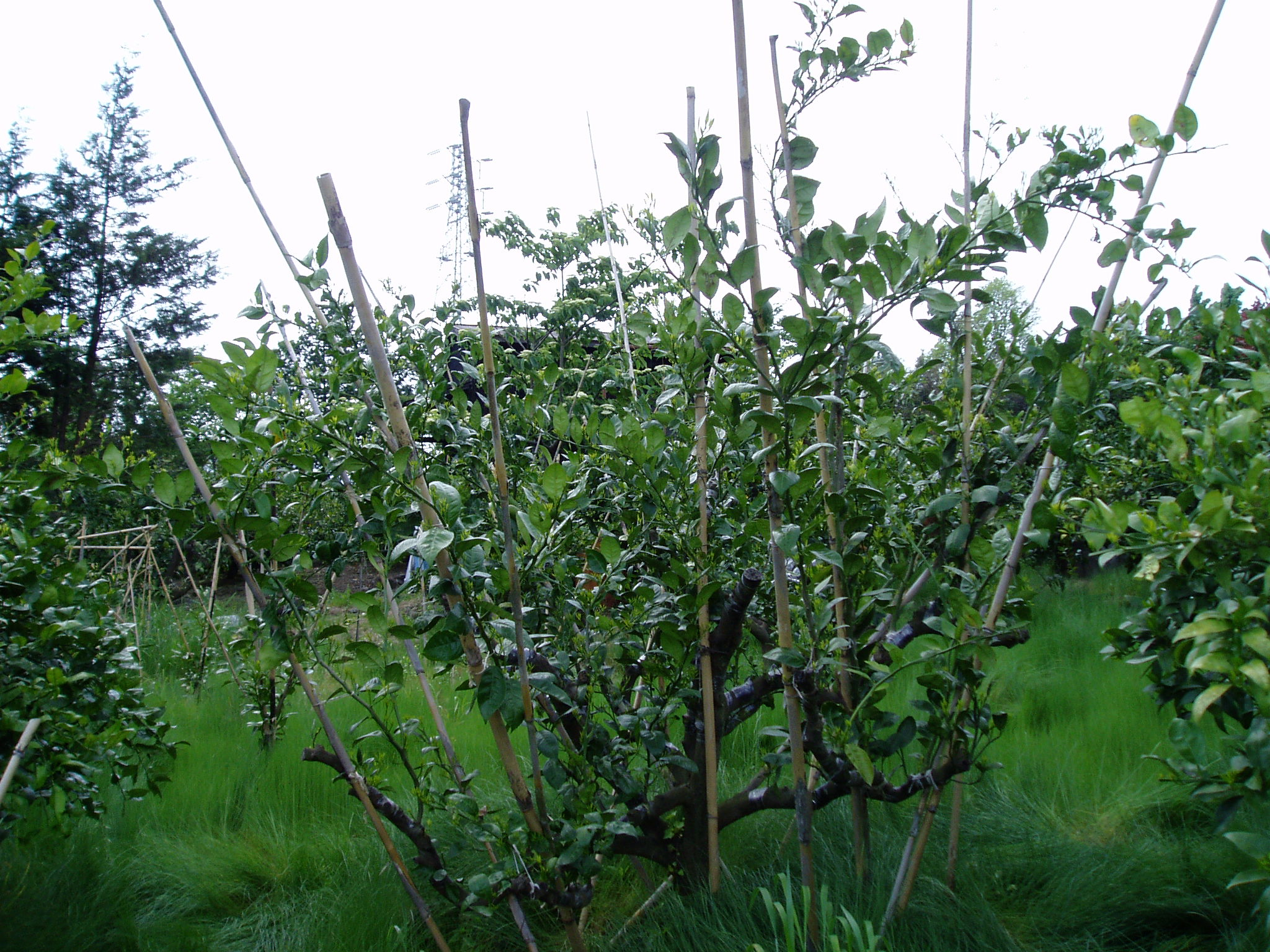
高接ぎ 支柱による誘引

- 中間台木の日焼け防止のため、ホワイトンパウダーを塗布する。
- 新梢が折れないよう、支柱をする。